# Sant’Angelo della Polvere
Sant’Angelo della Polvere, früher auch Sant’Angelo di Concordia oder Sant’Angelo di Caotorta ist eine Insel in der Lagune von Venedig. Sie hat eine Fläche von 5.243 m² und liegt unweit der Insel San Giorgio in Alga im Canale di Contorta.

## Geschichte
Ab 1060 entstand ein Benediktinerkloster, das zum Konvent von San Nicolò gehörte. Der Orden machte daraus später ein Frauenkloster das dem Erzengel Michael geweiht war. 1474 wurden die Nonnen veranlasst, ins Kloster Santa Croce auf der Giudecca zu ziehen – wohl aufgrund ihres in den Augen von Kirche und Staat inakzeptablen Lebenswandels. Den Klosterkomplex übernahmen 1518 die Karmeliter der Kongregation von Mantua in Brescia, die striktes Klausur- und Schweigegebot forderte, eine Strenge, die sie allerdings 1462 partiell aufgegeben hatte. In der Praxis war die Kongregation fast ein eigener Orden, der bis 1783 bestand.
1555 beschloss der Senat – bis dahin hieß die Insel Sant’Angelo di Caotorta, nun della Polvere – dort ein Lager für Schießpulver einzurichten. Am 29. August 1689 zerstörte eine Explosion die Gebäude, die Insel blieb danach unbewohnt und wurde gelegentlich sarkastisch Sant’Angelo bruciato genannt. Im 18. Jahrhundert bestanden befestigte Militäranlagen und eine Kaserne, die bis zum Zweiten Weltkrieg existierten. Sie waren Teil einer Befestigungskette im Westen und Süden der Lagune, die im Zusammenhang mit den Sicherungsbemühungen in der gesamten Lagune standen. Seither ist die Insel unbewohnt, zwei der drei Gebäude haben kein Dach mehr.
Im Januar 1849 fand man den Grabstein eines römischen Freigelassenen namens Caius Titurnius Gratus auf der Insel.